# Gotteszell
Gotteszell ist eine Gemeinde im niederbayerischen Landkreis Regen.

## Geografie

### Geografische Lage
Die Gemeinde liegt in der Region Donau-Wald inmitten des Bayerischen Waldes, eingebettet ins obere Teisnachtal zwischen den bewaldeten Bergen Hirschenstein (1092 m), Vogelsang (1022 m), Dreitannenriegel (1090 m) und Einödriegel (1121 m). Die Ortschaft Gotteszell liegt ziemlich genau in der Mitte zwischen den Städten Viechtach, Deggendorf und der Kreisstadt Regen (jeweils 16 km entfernt), welche über die Bundesstraßen 11 und 85 erreichbar sind. Außerdem besitzt Gotteszell einen eigenen Bahnhof der Bayerischen Waldbahn mit Verbindungen im Stundentakt nach Plattling, Bayerisch Eisenstein und Viechtach.

### Gemeindegliederung
Es gibt 16 Gemeindeteile (in Klammern ist der Siedlungstyp angegeben):
- Bachhaus (Weiler)
- Bergheim (Einöde)
- Gießhübl (Weiler)
- Gotteszell (Pfarrdorf)
- Haberröhren (Weiler)
- Hochgart (Weiler)
- Hochweid (Einöde)
- Kalvarienberg (Einöde)
- Neubau (Weiler)
- Spirkhof (Weiler)
- Tafertsried (Dorf)
- Vogelsang (Einöde)
- Waldhaus (Einöde)
- Weiherhäuser (Weiler)
- Weihmannsried (Dorf)
- Wittmannsberg (Einöde)

## Geschichte
Gotteszell kann auf eine langjährige Zeit als Klosterort zurückblicken. Gegründet wurde das Kloster Gotteszell 1286 unter dem Namen Cella Dei. Sehenswert ist auch die Asam-Kirche St. Anna mit dem berühmten Asamgemälde von Cosmas Damian Asam, sowie den einmalig schön gelegenen Kalvarienberg mit den Kreuzwegstationen und der Lourdeskapelle, die noch lebendige Zeugen aus der Klosterzeit sind.
1999 wurde eine von Günther Kaunzinger konzipierte viermanualige Orgel von Thomas Jann (Allkofen) erbaut. Seit dieser Zeit finden regelmäßige „Konzerte internationaler Interpreten“ statt, welche auch schon viele berühmte Organisten nach Gotteszell lockten.

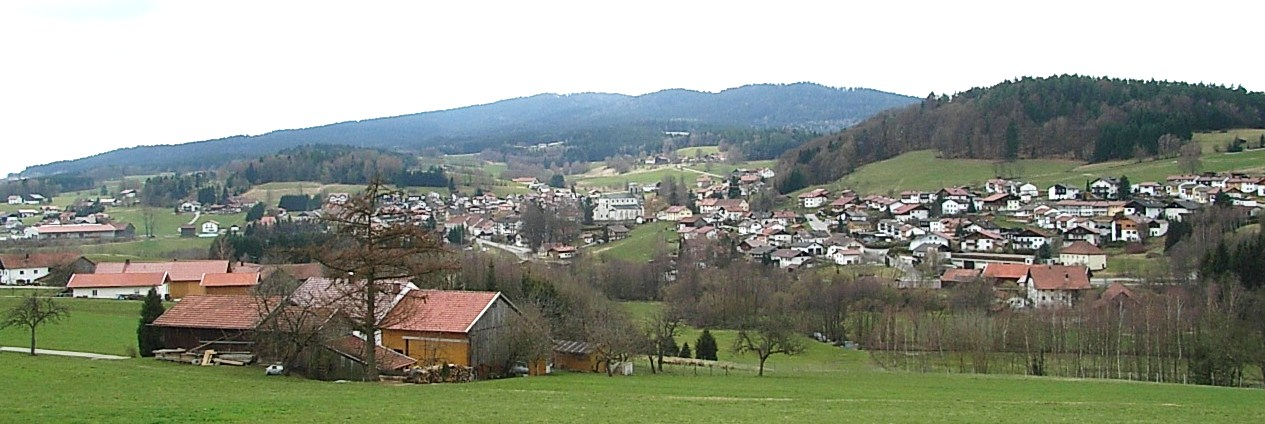
Blick auf Gotteszell aus nördlicher Richtung. In der Mitte ist die ehemalige Klosterkirche und jetzige Pfarrkirche erkennbar.

### Einwohnerentwicklung
Zwischen 1988 und 2018 wuchs die Gemeinde von 1173 auf 1222 um 49 Einwohner bzw. um 4,2 %.

## Politik
Die Gemeinde ist Mitglied der Verwaltungsgemeinschaft Ruhmannsfelden.

### Gemeinderat
Der Gemeinderat setzte sich nach den Kommunalwahlen seit 2014 wie folgt zusammen:
| Partei | 2020  | 2020  | 2014  | 2014  |
| Partei | %     | Sitze | %     | Sitze |
| ------ | ----- | ----- | ----- | ----- |
| CSU    | 58,03 | 7     | 51,85 | 6     |
| SPD    | 41,97 | 5     | 25,90 | 3     |
| FW     | –     | –     | 22,25 | 3     |

### Bürgermeister
Erster Bürgermeister ist seit Mai 2014 Georg Fleischmann (CSU). Er wurde am 16. März 2014 mit 67 % der Stimmen gewählt und 2020 mit 86 % der Stimmen im Amt bestätigt.

### Wappen
| Wappen von Gotteszell | Blasonierung: „Durch eine eingeschweifte silberne Spitze, darin eine blaue Taube mit rotem Schnabel und roten Krallen, die einen grünen Zweig im Schnabel hält, gespalten; vorne in Schwarz ein rot-silbern geschachter Schrägbalken, hinten gespalten von Rot und Silber, belegt mit einem goldenen Balken.“ |
| Wappen von Gotteszell | Wappenbegründung: Für die Geschichte des Gemeindegebiets war vor allem die 1285 gegründete Zisterzienserabtei Gotteszell prägend. Darauf nimmt das Gemeindewappen Bezug. Der von Rot und Silber geschachte Schrägbalken, der sog. Zisterzienserbalken, findet sich seit dem frühen 16. Jahrhundert im Klosterwappen. Die Taube mit dem Zweig im Schnabel stammt aus dem persönlichen Wappen von Abt Wilhelm II., der von 1716 bis 1760 das Kloster führte; in dieser Zeit entstand im Wesentlichen die barocke Ausstattung der Klosterkirche. Die mit einem goldenen Balken belegte Spaltung von Rot und Silber im hinteren Feld orientiert sich an der Gestaltung des Klosterwappens, wie es erstmals im Rundsiegel von 1405 überliefert ist und in verschiedenen Varianten seit dem 17. Jahrhundert als Bestandteil des klösterlichen Dreischildwappens weiter geführt wurde. Dieses Wappen wird seit 1986 geführt. |

## Wissenswertes
Zwischen September und November 2010 wurde in Gotteszell Eine ganz heiße Nummer gedreht, eine Filmkomödie von Markus Goller, die an das Niveau der Schweizer Produktion Die Herbstzeitlosen und der britischen Sozialkomödie Ganz oder gar nicht heranreicht. Der Film kam am 27. Oktober 2011 in den Kinos und hatte mehr als eine Million Kinobesucher.
Der Film wurde mit Eine ganz heiße Nummer 2.0 (2019) unter der Regie von Rainer Kaufmann fortgesetzt.

## Notgeld
1923 gab die Gemeinde eigenes Notgeld heraus.

## Verkehr
Etwas außerhalb des Ortes liegt in der Nachbargemeinde Zachenberg der Bahnhof Gotteszell an der Bahnstrecke Plattling – Zwiesel – Bayerisch Eisenstein. Er wird im Stundentakt in Richtung Plattling, Viechtach und Bay. Eisenstein bedient.
Hier hat sie seit 1928 Anschluss an die private Bahnstrecke der Regentalbahn AG aus Viechtach, dem Stammsitz der Gesellschaft. Diese Bahnstrecke führte bis 1991 über Viechtach hinaus weiter nach Blaibach, wo sie Anschluss an die Strecke Cham–Bad Kötzting hatte.

## Persönlichkeiten
- Johann Nepomuk Paul Oischinger (1817–1876), katholischer Theologe und Philosoph
- Johann Meindl (1910–1985), Bauer, Bürgermeister, Schnitzer von Volkskunst
- Franz Krönauer (1913–1960), Deserteur
- Alois Fink, alias Matthias Schaching (1920–2012), Journalist und Schriftsteller
- Lois Treml (1929–2018), Heimat-Schriftsteller
- Herbert Muckenschnabl (* 1947), Maler und Grafiker
- Anton Eberl (1847–1931), Heimatforscher und Ortschronist, Hauptwerk: Geschichte des ehemaligen Zisterzienserklosters Gotteszell im Bayerischen Wald
- Rosi Saller (* 1953), Malerin und Künstlerin
- Max Meindl, Altbürgermeister (Bürgermeister 1996–2014)